# آیریس اوهیاما
آیریس اوهیاما (انگلیسی: Iris Ohyama) شرکت صنایع شیمیایی ژاپنی است، که در سال ۱۹۷۱ تأسیس شد.